# Eckhard Schimpf

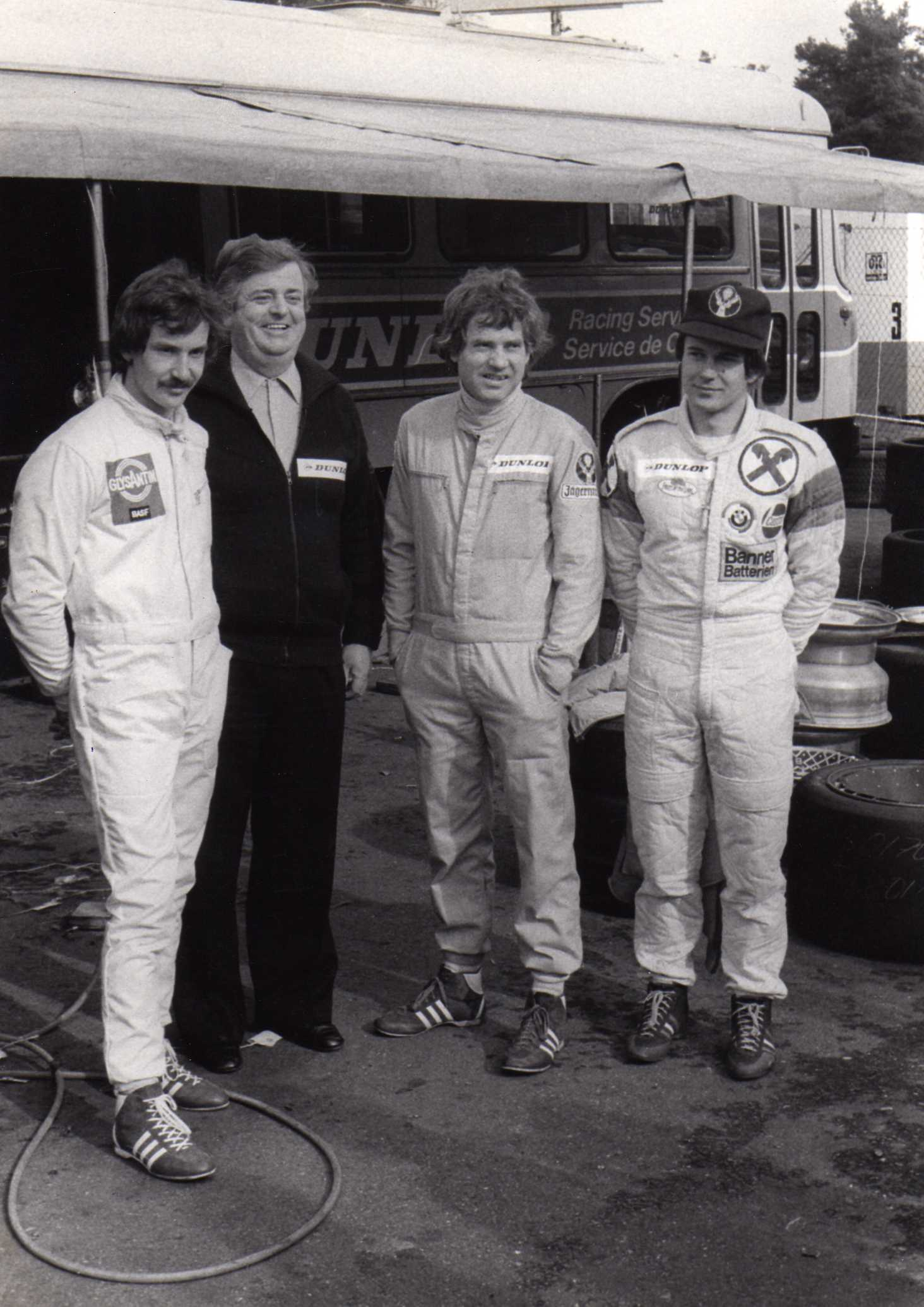
Von links nach rechts: Die GS-Tuning-Fahrer im Jahre 1979, Hans-Georg Bürger, Teamchef Gerhard Schneider, Eckhard Schimpf und Markus Höttinger

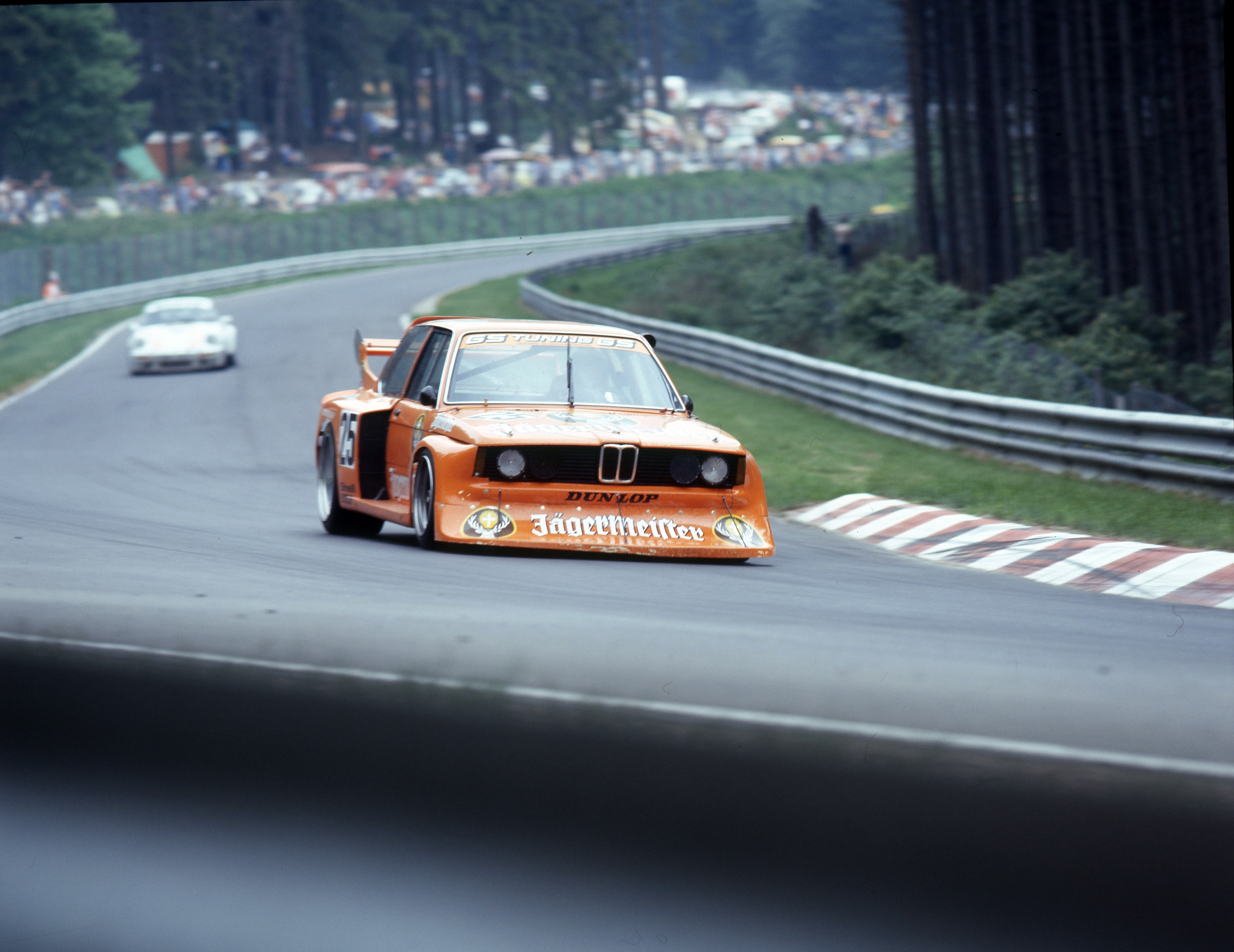
Der BMW 320 von Eckhard Schimpf und Hans-Georg Bürger beim 1000-km-Rennen auf dem Nürburgring 1979

Eckhard Schimpf (* 1. Juli 1938 in Braunschweig) ist ein deutscher Journalist, Buchautor und Rennfahrer. Er war der Gründer des Jägermeister-Racing-Teams, das über fast drei Jahrzehnte von 1972 bis zum Jahr 2000 bestand. Bis zum Eintritt in den Ruhestand war er stellvertretender Chefredakteur der Braunschweiger Zeitung. Er ist nach wie vor journalistisch aktiv.

## Leben
Schimpf besuchte in Braunschweig das Martino-Katharineum und die Gaußschule. Danach absolvierte er ein Volontariat bei der Braunschweiger Zeitung. Dort war er bis 2003 beschäftigt, davon die letzten 14 Jahre als Mitglied der Chefredaktion. Seither ist er als freier Autor tätig. Zwischen 1982 und 1991 vertrat er als Delegierter der Obersten Nationalen Sportkommission (ONS) die deutschen Interessen beim Weltautomobil-Verband FISA in Paris und war speziell der Experte für den Bergrennsport.

### Motorsport
Schimpfs besonderes Interesse gilt dem Automobilsport und Oldtimern. Zunächst war er ab 1955 Rallye-Beifahrer  von  Kurt Ahrens senior und Kurt Ahrens junior, Günther Isenbügel und Richard Trenkel. Später fuhr er selbst und wurde 1963 auf Opel Kadett Norddeutscher Automobilmeister. Bis 1985 bestritt er rund 350 Wettbewerbe, darunter 250 Rennen in ganz Europa. Beim 1000-km-Rennen auf dem Nürburgring im Rahmen der Sportwagen-Weltmeisterschaft errang er seine größten Erfolge. Dort war er zehnmal am Start.  1976 gewann er zusammen mit Edgar Dören im Porsche 911 Carrera RSR  die Klasse der Gruppe 5 bis 3 Liter Hubraum und wurde Siebter im Gesamtklassement, 1979 mit Hans-Georg Bürger auf BMW 320 erneut Klassensieger in der Gruppe 5 und Sechster in der Gesamtwertung sowie 1982 – ebenfalls auf BMW – mit Mario Ketterer und Anton Fischhaber Vierter in der Gesamtwertung.
Klassensiege erzielte Eckhard Schimpf auch beim Sechs-Stunden-Rennen auf dem Nürburgring 1960 (auf DKW) und 1969 (auf Abarth) und ebenso in vielen Bergrennen (wie Trento Bondone, Bozen-Mendelpass, Copa Sila Cosenza, Ampus, Freiburg Schauinsland). 1980 und 1981 belegte er jeweils den sechsten Rang in der Gesamtwertung der Europa-Bergmeisterschaft, obwohl er wegen seiner Tätigkeit als Journalist nicht an allen Meisterschaftsläufen eines Jahres teilnehmen konnte. Nach eigenen Worten war er „nie Rallye-Freund und ambitionierter Rallye-Fahrer“; trotzdem nahm er viermal (1971, 1972, 1973 und 1978) an der Rallye Monte Carlo teil, kam aber nur beim letzten Start auf einem VW-Werks-Golf-Diesel ins Ziel.
Im Jahr 1985 beendete er seine aktive Laufbahn als Motorsportler.
Nach wie vor ist Eckhard Schimpf als Berichterstatter bei Klassiker-Ereignissen wie dem Concorso d’Eleganza Villa d’Este am Comer See oder dem Concours d’Elegance in Pebble Beach tätig. Bis 2016 reiste er auch regelmäßig zu den großen Automobilausstellungen in Frankfurt, Genf, Detroit, Los Angeles und Tokio. Seine Berichte über Motorsport und Automobilausstellungen erschienen in verschiedenen Zeitungen, darunter der Frankfurter Allgemeinen Zeitung und der Süddeutschen Zeitung. Er ist ständiger Kolumnist im Magazin „Automobilsport“.

### Braunschweiger Geschichte
Schimpf hat zahlreiche Bücher zu Automobil- und Motorsportthemen sowie zur Geschichte der Stadt Braunschweig verfasst. Seine beiden Klinterklater-Bücher verkauften sich zusammen über 70.000 Mal. Schimpfs Großvater mütterlicherseits war Gründer von Mast-Jägermeister. Schimpf selbst war von 1972 bis 2000 als „Jägermeisters Mann an den Rennstrecken“ auch Manager für die Sponsor-Aktivitäten des Likörherstellers im Automobilbereich.

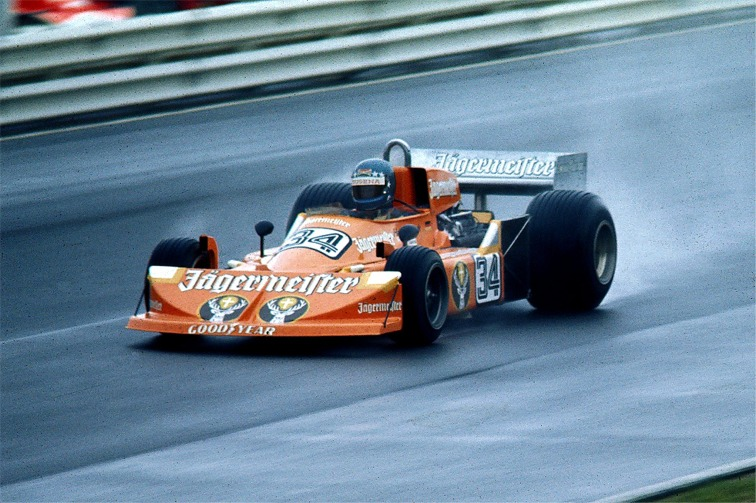
Hans-Joachim Stuck 1976 im Jägermeister-March 761

Schimpf und sein Sohn Oliver besitzen und betreuen (auch für die Mast-Unternehmer-Familie) eine umfassende Sammlung historischer Rennfahrzeuge. Die Reihe reicht vom Renn-Trabbi bis zum Formel-1-March, den 1976 Hans-Joachim Stuck fuhr. Vornehmlich sind es orangefarbene Rennwagen der Marke Porsche wie 956, 962, 935 und 914/6 mit den Logos des früheren Hauptsponsors Jägermeister. Im Jahr 2007 begann Schimpf, in Braunschweig eine Sammlung der wichtigsten Fahrzeuge von Jägermeister Racing zusammenzustellen. Darunter ist auch ein Porsche RSR, Baujahr 1974, der Anfang der 1980er-Jahre nach San Francisco verkauft worden war. Zusammen mit seinem Sohn Oliver gelang es Schimpf, den Wagen zurückzuholen. Es ist der Porsche, mit dem er an vier 1000-km-Rennen auf dem Nürburgring teilgenommen hatte.
Darüber hinaus umfasst die private Sammlung zahlreiche Siegerkränze, Pokale und Fahrerhelme sowie Plakate, Zeitschriften und Bücher rund um den Motorsport.

## Ehrungen
- Seit 1974 ist Eckhard Schimpf Träger des Goldenen ADAC-Motorsportabzeichen mit Brillanten.[10]
- Im Februar 2011 wurde Schimpf der 2. Preis der Göttinger Alexanderstiftung für sein Porträt von Hans Eckensberger,[11] Gründer, Verleger und Chefredakteur der Braunschweiger Zeitung, verliehen.[12]
- Am 9. Juni 2021 erhielt Schimpf u. a. für seine „Verdienste um die braunschweigische Identität“ die Bürgermedaille der Stadt Braunschweig verliehen.[13]
- Am 30. Mai 2023 wurde Schimpf der Motorworld-Buchpreis des Jahres 2023 in der Kategorie Biographie für Einer dieser verwegenen Kerle-Kurt Ahrens verliehen.[14]

## Einzelergebnisse in der Sportwagen-Weltmeisterschaft
| Saison | Team                | Rennwagen                       | 1   | 2   | 3   | 4   | 5   | 6   | 7   | 8   | 9   | 10  | 11  | 12  | 13  | 14  | 15  | 16  | 17  | 18  | 19  | 20  |
| ------ | ------------------- | ------------------------------- | --- | --- | --- | --- | --- | --- | --- | --- | --- | --- | --- | --- | --- | --- | --- | --- | --- | --- | --- | --- |
| 1964   | Manfred Berthold    | BMW 700                         | DAY | SEB | TAR | MON | SPA | CON | NÜR | ROS | LEM | REI | FRE | CCE | RTT | SIM | NÜR | MON | TDF | BRI | BRI | PAR |
| 1964   | Manfred Berthold    | BMW 700                         |     |     |     |     |     |     |     |     |     |     |     | 34  |     |     |     |     |     |     |     |     |
| 1965   | Eckhard Schimpf     | BMW 700                         | DAY | SEB | BOL | MON | MON | RTT | TAR | SPA | NÜR | MUG | ROS | LEM | REI | BOZ | FRE | CCE | OVI | NÜR | BRI | BRI |
| 1965   | Eckhard Schimpf     | BMW 700                         |     |     |     |     |     |     |     |     |     |     |     |     |     |     | 39  |     |     |     |     |     |
| 1972   | Jägermeister Racing | Porsche 914/6                   | BUA | DAY | SEB | BRH | MON | SPA | TAR | NÜR | LEM | ZEL | WAT |     |     |     |     |     |     |     |     |     |
| 1972   | Jägermeister Racing | Porsche 914/6                   |     |     |     |     | DNS |     |     |     |     |     |     |     |     |     |     |     |     |     |     |     |
| 1973   | Europa-Möbel        | Porsche 911                     | DAY | VAL | DIJ | MON | SPA | TAR | NÜR | LEM | ZEL | WAT |     |     |     |     |     |     |     |     |     |     |
| 1973   | Europa-Möbel        | Porsche 911                     |     |     |     | DNF |     |     |     |     |     |     |     |     |     |     |     |     |     |     |     |     |
| 1974   | Max Moritz          | Porsche Carrera RSR             | MON | SPA | NÜR | IMO | LEM | ZEL | WAT | LEC | BRH | KYA |     |     |     |     |     |     |     |     |     |     |
| 1974   | Max Moritz          | Porsche Carrera RSR             | 28  |     |     |     |     |     |     |     |     |     |     |     |     |     |     |     |     |     |     |     |
| 1976   | Max Moritz          | Porsche Carrera RSR             | MUG | VAL | NÜR | MON | SIL | IMO | NÜR | ZEL | PER | WAT | MOS | DIJ | DIJ | SAL |     |     |     |     |     |     |
| 1976   | Max Moritz          | Porsche Carrera RSR             | 7   |     |     |     |     |     |     |     |     |     |     |     |     |     |     |     |     |     |     |     |
| 1977   | Max Moritz          | Porsche Carrera RSR Porsche 934 | DAY | MUG | DIJ | MON | SIL | NÜR | VAL | PER | WAT | EST | LEC | MOS | IMO | SAL | BRH | HOK | VAL |     |     |     |
| 1977   | Max Moritz          | Porsche Carrera RSR Porsche 934 |     |     |     |     |     | 10  |     |     |     |     |     |     |     |     |     | 7   |     |     |     |     |
| 1978   | Jägermeister Racing | Porsche Carrera RSR Porsche 934 | DAY | SEB | MUG | TAL | DIJ | SIL | NÜR | LEM | MIS | DAY | WAT | VAL | ROD |     |     |     |     |     |     |     |
| 1978   | Jägermeister Racing | Porsche Carrera RSR Porsche 934 |     |     |     |     |     |     | 11  |     | 8   |     |     |     |     |     |     |     |     |     |     |     |
| 1979   | Jägermeister Racing | BMW 320                         | DAY | SEB | MUG | TAL | DIJ | RIV | SIL | NÜR | LEM | PER | DAY | WAT | SPA | BRH | ROA | VAL | ELS |     |     |     |
| 1979   | Jägermeister Racing | BMW 320                         |     |     |     |     | 6   |     |     |     |     |     |     |     |     |     |     |     |     |     |     |     |
| 1980   | Jägermeister Racing | BMW 320i                        | DAY | BRH | SEB | MUG | MON | RIV | SIL | NÜR | LEM | DAY | WAT | SPA | MOS | ROA | VAL | DIJ |     |     |     |     |
| 1980   | Jägermeister Racing | BMW 320i                        |     |     |     |     | 10  |     |     |     |     |     |     |     |     |     |     |     |     |     |     |     |
| 1981   | Jägermeister Racing | BMW 320i                        | DAY | SEB | MUG | MON | RIV | SIL | NÜR | LEM | PER | DAY | WAT | SPA | MOS | ROA | BRH |     |     |     |     |     |
| 1981   | Jägermeister Racing | BMW 320i                        |     |     |     | DNF |     |     |     |     |     |     |     |     |     |     |     |     |     |     |     |     |
| 1982   | Jägermeister Racing | BMW 320i                        | MON | SIL | NÜR | LEM | SPA | MUG | FUJ | BRH |     |     |     |     |     |     |     |     |     |     |     |     |
| 1982   | Jägermeister Racing | BMW 320i                        | 4   |     |     |     |     |     |     |     |     |     |     |     |     |     |     |     |     |     |     |     |

## Publikationen

### Bücher
- 17 Jahre war ich grade. Klinterklaters Lieder mit Bildern und Geschichten. Braunschweiger Zeitungsverlag, Braunschweig 2001.
- Braunschweig – unsere Stadt. (in Zusammenarbeit Gerd Winner). Braunschweiger Zeitungsverlag, Braunschweig 2002.
- Bugatti. Die Renngeschichte von 1920 bis 1939. (mit Julius Kruta). Delius Klasing Verlag, Bielefeld 2006, ISBN 978-3-7688-1830-8.
- Heilig: die Flucht des Braunschweiger Naziführers auf der Vatikan-Route nach Südamerika. Appelhans Verlag, Braunschweig 2005, ISBN 3-937664-31-9.
- Im Land des Löwen. Das Eckhard-Schimpf-Lesebuch. Archiv-Verlag, Braunschweig 2005, ISBN 978-3-596-24524-6.
- Jägermeister Racing. Delius Klasing Verlag, Bielefeld 2007, ISBN 978-3-7688-1989-3.
- Klinterklater I – Typisch braunschweigisch. 750 Redensarten, Ausdrücke und kleine Geschichten, Braunschweiger Zeitungsverlag, Braunschweig 1993.
- Klinterklater II – Typisch braunschweigisch. 850 Redensarten, Ausdrücke und kleine Geschichten, Braunschweiger Zeitungsverlag, Braunschweig 1995.
- Klinterklater. Typisch braunschweigisch: Tausend Redensarten, Ausdrücke und kleine Geschichten. (Neuausgabe der Bände I u. II von 1993/95), Klartext Verlag, Essen 2011, ISBN 978-3-8375-0034-9.
- Mein Braunschweig. Wie war das damals? Eckhard Schimpf erzählt. Klartext Verlag, Essen 2010, ISBN 978-3-8375-0033-2.
- Nachts, als die Weihnachtsbäume kamen. Eine ganz normale Braunschweiger Kindheit im Chaos von Kriegs- und Nachkriegszeit. Braunschweiger Zeitungsverlag, Braunschweig 1997.
- Powerplay. Porsche Turbo – Die ganze Geschichte. (Mit Clauspeter Becker, Malte Jürgens, Michael Köckritz und Peter Vann). Motorbuch-Verlag, Stuttgart 2000, ISBN 3-613-02039-4.
- Prinzenpark. Die ersten Auto- und Motorradrennen der Nachkriegszeit. Delius Klasing Verlag, Bielefeld 2011, ISBN 978-3-7688-3365-3.
- Stuck. Die Rennfahrerdynastie. Delius Klasing Verlag, Bielefeld 2010, ISBN 978-3-7688-3164-2.
- Porsche & Piëch. Die Rennwagen des Ferdinand Piëch von 1963 bis 1972. Delius Klasing Verlag, Bielefeld 2013, ISBN 978-3-7688-3593-0.
- Nachts, als die Weihnachtsbäume kamen. Delius Klasing Verlag, Bielefeld 2015, ISBN 978-3-667-10238-6.
- Schimpfs Streifzüge – Braunschweigische Geschichten. Klartext Verlag, Essen 2017, ISBN 978-3-8375-1830-6.
- Kurt Ahrens – Einer dieser verwegenen Kerle. Delius Klasing Verlag, Bielefeld 2022, ISBN 978-3-667-12520-0.

### Hörbuch
- Jägermeister Racing. 2 CDs. Gelesen von Eckhard Schimpf, Delius Klasing Verlag, Bielefeld 2010, ISBN 978-3-7688-9716-7.

### DVD
- Braunschweig 1945 – Bombardierung, Befreiung, Leben in Trümmern. Erinnert und kommentiert von Eckard Schimpf. Braunschweiger Zeitung und Archiv Verlag, Braunschweig 2005.